# سكتم بكتم 2 (مسلسل)
هو الجزء الثاني من سكتم بكتم هو كوميديه منفصلة متصلة يشارك به عدد من نجوم الشاشة السعودية
سكتم بكتم الجزء الثاني مسلسل كوميديا واجتماعيا

## بطولة
- فايز المالكي بدورين دحيم ومناحي
- فخرية خميس بدور ام دحيم
- شيماء سبت بدور مزنه
- أميرة محمد بدور دليل
- عبد الله المزيني بدور رقيه - أم علي
- علي المدفع بدور علي علي - أبودحيم
- سعاد علي بدور غزيل
- عبد العزيز الفريحي بدور عليان
- عوض عبد الله بدور سامي
- عبد العزيز الشمري بدور سليم
- محمد الكنهل
- سامي حازم
- فهد العمر
- حمد المزيني بدور أبوسعد
- أمينةالعلي

## الحلقات
- 1  نعتز بخدمتكم
- 2  كلنا سعوديين 1
- 3  كلنا سعوديين 2
- 4  لقاء الوزير
- 5  من الباطن
- 6  تكفون عالجوهم 1
- 7  تكفون عالجوهم 2
- 8  المـقلـط
- 9  البلاك بيري
- 10  ثقافة الفرح
- 11  الابعتاث 1
- 12  الابتعاث 2
- 13  اواصر
- 14  الثورة
- 15  المعاق
- 16  مضارب سكتم
- 17  اختبار القدارت
- 18  المعلمات
- 19  ربوع بلادي
- 20  كلكم راع
- 21  سكيورتي
- 22  دحيم اللبناني
- 23  عقوق الوالدين
- 24  بنت الناس
- 25  محو الاميه
- 26  التسول
- 27  كل شي مسرطن
- 28  السحر
- 29  الخادمه
- 30  شي ما شفتوه